# Freshguide
Freshguide ist ein kostenloses, werbefinanziertes Musikmagazin im A6-Format, das sich hauptsächlich mit elektronischer Musik auch abseits des Mainstream beschäftigt, aber auch Computerspiele, Mode und Fun-Sportarten vorstellt. Das Magazin wird im Bogenoffset gedruckt und in verschiedenen Bundesländern mit unterschiedlichen Titelblättern unter einem Label verlegt, hierbei behält jede Ausgabe eine regionale Identität.
Einen Schwerpunkt stellen Interviews bekannter Künstler und Platten-Rezensionen dar, einen anderen Veranstaltungstipps aus der deutschen Clubkultur. Das Magazin erscheint zum Ersten eines Monats und wird in Plattenläden, Szene-Lokalen und Clubs verbreitet. Das Internetangebot des Freshguide richtet sich nach den Verlagsthemen und bietet neben einer Termindatenbank für Veranstalter ein Flyerupload für jedermann sowie ein PDF-Archiv aller Druckexemplare des Verlages. Die Webseite wurde von Thomas Fritsche in Anlehnung zu e107 programmiert und mit erweiterbaren Open-Source-Zusatzfunktionen für Redakteure und Usern erweitert.

## Geschichte
Die Gründer Stephan Flad, Mike Koefer, Alexander Gaube, Mathias Barth, David Lässig und Roger Döringer unterhielten zuvor ein Magazin namens Doppelslash-Eventguide. Es wurde mit einer monatlichen Auflage von 25.000 Stück seinerzeit ausschließlich in Mitteldeutschland vertrieben. Im Jahr 2002 wurde Doppelslash in Freshguide umbenannt, die Auflage um 100.000 Exemplare erhöht und weitere Lizenzen nach Berlin, Rostock und später auch München vergeben. Zusätzlich hat sich der Verlag – mit Ausnahme der Münchner Ausgabe – der Auflagenkontrolle durch die IVW e.V. unterstellt. Bei der Anzeigenvermarktung und der Verbreitung der Regionalausgaben hat sich das Magazin nach den jeweiligen AC-Nielsen-Gebieten orientiert und entsprechende Mediadaten herausgegeben.
Wie die IVW 2008 mitteilte, wurde der herausgebende Verlag vom IVW-Verwaltungsrat mit dem Titel „Fresh Guide“ von der IVW ausgeschlossen.

## Verbreitung
Freshguide erscheint monatlich mit 125.000 Exemplaren mit vier Regionalausgaben in Berlin, München, Nordostdeutschland (Mecklenburg-Vorpommern, Brandenburg) und Mitteldeutschland (Sachsen, Thüringen, Sachsen-Anhalt, Niedersachsen).